# 안드리구 올리베이라 지 아라우주
안드리구 올리베이라 지 아라우주(포르투갈어: Andrigo Oliveira de Araújo, 1995년 2월 27일 ~ )는 브라질의 축구 선수로 현재 대한민국 K리그1의 수원 FC에서 미드필더로 활약 중이다. 브라질 U-17 대표팀 출신으로 2011년 CONMEBOL U-17 챔피언십 우승 멤버이며 K리그 등록명은 안드리고이다.

## 수상

### 클럽
SC 인테르나시오나우
- 캄페오나투 가우슈 : 우승 (2014, 2015, 2016), 준우승 (2019)

아틀레치쿠 고이아니엔시
- 캄페오나투 고이아누 : 4강 (2017)

피게이렌시 FC
- 캄페오나투 카타리넨세 : 4강 (2019)

CS 알라고아누
- 캄페오나투 알라고아누 : 우승 (2021), 준우승 (2020)

 FC 안양
- K리그2 : 3위 (2022)

### 국가대표팀
브라질 U-17
- CONMEBOL U-17 챔피언십 : 우승 (2011)